# 先进成分探测器

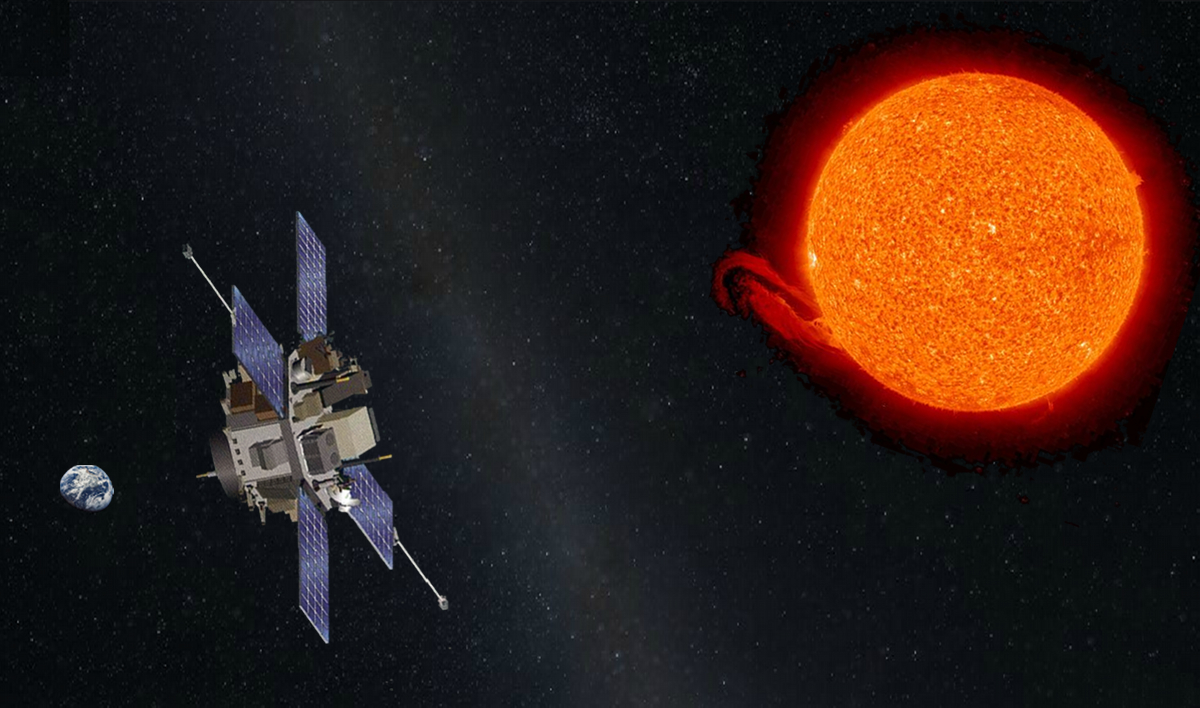
ACE位于日地第一拉格朗日点

先进成分探测器（英語：Advanced Composition Explorer，縮寫：ACE）是NASA研究太阳风中高能粒子、行星际物质和其他源的成分的探测计划以及太阳和空间探索任务。从ACE获得的实时数据被太空天气预测中心用于提高太阳风暴预测和预警能力ACE发射于1997年8月25号，现在运行于接近拉格朗日点L1的利萨如轨道（位于日地之间距离地球150万公里）。观测器仍然良好运行中，拥有足够的燃料来保持轨道运行到2024年。NASA戈达德太空飞行中心管理ACE的开发和集成。

## 设备
宇宙射线同位素光谱仪（CRIS）: CRIS确定星系宇宙射线的同位素成分。它足够敏感用来探测锌同位素。
ACE实时太阳风（RTSW）:
太阳风离子质谱仪（SWIMS）和太阳风离子成分光谱仪（SWICS）：这两个设备都是飞行时间质谱仪，每一个调谐对不同的测量值。它们分析太阳风和星际物质的化学和同位素成分。
超低阶能量同位素光谱仪（ULEIS）:ULEIS测量粒子流量和对氦和镍之间谱线非常敏感，用来确定太阳高能粒子和粒子开始充电的机制。
太阳高能粒子电荷分析器（SEPICA）:在2008年，这个仪器不再运行，由于不成功的天然气阀门。
太阳同位素光谱仪（SIS）：
太阳风电子、质子和Alpha粒子监测器（SWEPAM）：
电子、质子和Alpha-粒子监测器（EPAM）：
磁力计（MAG）：